# Diocesi di Jalapa
La diocesi di Jalapa (in latino: Dioecesis Ialapensis in Guatimala) è una sede della Chiesa cattolica in Guatemala suffraganea dell'arcidiocesi di Santiago di Guatemala. Nel 2021 contava 430.527 battezzati su 506.502 abitanti. È retta dal vescovo José Benedicto Moscoso Miranda.

## Territorio
La diocesi comprende i dipartimenti guatemaltechi di Jalapa e di El Progreso.
Sede vescovile è la città di Jalapa, dove si trova la cattedrale di Nostra Signora de la Expectación.
Il territorio è suddiviso in 21 parrocchie.

## Storia
La diocesi è stata eretta il 10 marzo 1951 con la bolla Omnium in catholico di papa Pio XII, ricavandone il territorio dall'arcidiocesi di Santiago di Guatemala.
Il 25 gennaio 2016 ha ceduto una porzione di territorio a vantaggio dell'erezione della diocesi di San Francisco de Asís de Jutiapa.

## Cronotassi dei vescovi
Si omettono i periodi di sede vacante non superiori ai 2 anni o non storicamente accertati.
- Miguel Ángel García y Aráuz † (11 aprile 1951 - 29 gennaio 1987 ritirato)
- Jorge Mario Ávila del Águila, C.M. † (29 gennaio 1987 - 5 dicembre 2001 ritirato)
- Julio Edgar Cabrera Ovalle (5 dicembre 2001 - 30 marzo 2020 ritirato)
- José Benedicto Moscoso Miranda, dal 30 marzo 2020

## Statistiche
La diocesi nel 2021 su una popolazione di 506.502 persone contava 430.527 battezzati, corrispondenti all'85,0% del totale.
| anno | popolazione | popolazione | popolazione | presbiteri | presbiteri | presbiteri | presbiteri                | diaconi | religiosi | religiosi | parrocchie |
| anno | battezzati  | totale      | %           | numero     | secolari   | regolari   | battezzati per presbitero | diaconi | uomini    | donne     | parrocchie |
| ---- | ----------- | ----------- | ----------- | ---------- | ---------- | ---------- | ------------------------- | ------- | --------- | --------- | ---------- |
| 1966 | 356.356     | 363.783     | 98,0        | 23         | 14         | 9          | 15.493                    |         | 9         | 12        | 22         |
| 1970 | 420.527     | 427.954     | 98,3        | 27         | 18         | 9          | 15.575                    |         | 9         | 17        | 25         |
| 1976 | 402.324     | 427.380     | 94,1        | 24         | 13         | 11         | 16.763                    |         | 11        | 16        | 18         |
| 1980 | 433.000     | 460.000     | 94,1        | 26         | 17         | 9          | 16.653                    |         | 9         | 15        | 18         |
| 1990 | 472.000     | 600.000     | 78,7        | 33         | 25         | 8          | 14.303                    |         | 9         | 51        | 27         |
| 1999 | 605.200     | 712.000     | 85,0        | 34         | 29         | 5          | 17.800                    |         | 7         | 66        | 29         |
| 2000 | 623.356     | 733.360     | 85,0        | 33         | 28         | 5          | 18.889                    |         | 7         | 60        | 29         |
| 2001 | 685.691     | 806.696     | 85,0        | 38         | 34         | 4          | 18.044                    |         | 6         | 60        | 29         |
| 2002 | 694.191     | 822.829     | 84,4        | 34         | 30         | 4          | 20.417                    |         | 5         | 60        | 29         |
| 2003 | 655.776     | 771.501     | 85,0        | 38         | 33         | 5          | 17.257                    |         | 6         | 51        | 29         |
| 2004 | 662.333     | 779.216     | 85,0        | 38         | 33         | 5          | 17.429                    |         | 6         | 59        | 32         |
| 2006 | 675.646     | 794.878     | 85,0        | 42         | 35         | 7          | 16.086                    |         | 7         | 84        | 33         |
| 2010 | 678.926     | 827.958     | 82,0        | 46         | 37         | 9          | 14.759                    |         | 10        | 79        | 33         |
| 2013 | 730.071     | 866.000     | 84,3        | 46         | 36         | 10         | 15.871                    |         | 14        | 116       | 34         |
| 2016 | 409.632     | 481.920     | 85,0        | 35         | 30         | 5          | 11.703                    |         | 5         | 43        | 21         |
| 2016 | 409.632     | 481.920     | 85,0        | 34         | 29         | 5          | 12.048                    |         | 9         | 43        | 20         |
| 2019 | 422.044     | 496.522     | 85,0        | 32         | 27         | 5          | 13.188                    | 1       | 5         | 78        | 20         |
| 2021 | 430.527     | 506.502     | 85,0        | 34         | 30         | 4          | 12.662                    | 1       | 4         | 55        | 21         |